# 868 Lova
Lova (asteroide 868) é um asteroide da cintura principal com um diâmetro de 52,47 quilómetros, a 2,3091045 UA. Possui uma excentricidade de 0,1469947 e um período orbital de 1 626,79 dias (4,45 anos).
Lova tem uma velocidade orbital média de 18,10284445 km/s e uma inclinação de 5,82737º.
Este asteroide foi descoberto em 26 de Abril de 1917 por Max Wolf.